# Kimberly Gisa
Kimberly Eileen Gisa (* 8. Februar 2003) ist eine deutsche Handballspielerin, die in der 2. Bundesliga für den VfL Waiblingen aufläuft.

## Karriere

### Im Verein
Kimberly Gisa begann das Handballspielen beim SV Allensbach. Nach der Jugend spielte sie bis 2022 für den SV Allensbach in der 3. Liga. 2022 wechselte sie zum Bundesliga-Aufsteiger VfL Waiblingen. Ein Jahr später trat sie mit Waiblingen den Gang in die Zweitklassigkeit an.

### In Auswahlmannschaften
Sie nahm mit der deutschen Juniorinnen-Nationalmannschaft an der U17-Europameisterschaft 2019 und der U19-Europameisterschaft 2021 teil.

## Privates
Sie absolvierte eine Ausbildung zur Erzieherin.